# Microsoft Word
Microsoft Word (часто — MS Word, WinWord или просто Word) — текстовый процессор, предназначенный для создания, просмотра, редактирования и форматирования текстов статей, деловых бумаг, а также иных документов, с локальным применением простейших форм таблично-матричных алгоритмов. Выпускается корпорацией Microsoft в составе пакета Microsoft Office. Первая версия была написана Ричардом Броди (Richard Brodie) для IBM PC, использующих DOS, в 1983 году. Позднее выпускались версии для Apple Macintosh (1984), SCO UNIX и Microsoft Windows (1989). Текущей версией является Microsoft Office Word 2021 для Windows и macOS, а также веб-версия Word Online (Office Online), не требующая установки программы на компьютер.

## Начало
Microsoft Word многим обязан Bravo — текстовому редактору с оригинальным графическим интерфейсом, разработанному в исследовательском центре «Xerox PARC». Создатель Bravo Чарльз Симони (Charles Simonyi) покинул PARC в 1981 году. Тем же летом Симони переманил Броди, с которым вместе работал над Bravo.
Первый выпуск Word для MS-DOS состоялся в конце 1983 года. Он был плохо принят рынком, продажи снижало наличие конкурирующего продукта — WordPerfect.
Однако версия для «макинтоша», выпущенная в 1985 году, получила широкое распространение. Через два года «Word 3.01 для Macintosh» усилил позиции (версия 3.0 изобиловала ошибками и быстро была заменена). Как и прочее программное обеспечение для «макинтоша», Word был полностью WYSIWYG-редактором (принцип «What You See Is What You Get» — «получаешь то, что видишь»).
Хотя MS-DOS и являлась текстовой операционной системой, лишённой графической оболочки, Word для DOS был первым текстовым процессором для IBM PC, который был способен отображать разметку текста, например, полужирный или курсивный текст в процессе редактирования. Однако он всё же не являлся в полном смысле WYSIWYG-редактором. Другие же текстовые процессоры, такие как WordStar и WordPerfect, использовали простой текстовый экран с кодами разметки, иногда текст был цветным.
Однако, поскольку в большинстве программного обеспечения под DOS применялись собственные труднозапоминаемые комбинации «горячих клавиш» для каждой команды (например, в Word’е для DOS сохранение файла выполнялось по комбинации ESC-T-S) и большинство секретарей умело пользоваться только WordPerfect, компании - пользователи WordPerfect весьма неохотно переходили на конкурирующие с ним продукты, имеющие сравнительно небольшие преимущества.

## 1990—1995 годы
Первая версия Word для Windows, выпущенная в ноябре 1989 года, продавалась по цене $500. Она демонстрировала выбранный компанией «Microsoft» путь развития: как и сама Windows, она многое взяла от Macintosh и использовала стандартные клавиатурные сокращения (например, Ctrl+S для сохранения файла). После выпуска в следующем году Windows 3.0 продажи поползли вверх (Word 1.0 гораздо лучше работал с Windows 3.0, чем с предыдущими версиями Windows), главный конкурент — WordPerfect — не смог оперативно выпустить рабочую версию под Windows 3.0, что оказалось для него роковой ошибкой. Версия 2.0 утвердила WinWord на позиции лидера рынка.
Последовавшие версии добавляли возможности, выходящие за рамки простого текстового процессора. Инструменты рисования позволяли выполнять примитивные операции вёрстки, такие, как добавление графики в документ, хотя, естественно, специализированные программы для вёрстки лучше справляются с этими задачами. Внедрение объектов, сравнение версий документа, многоязычная поддержка и многие другие возможности были добавлены за последовавшие несколько лет.

## Настоящее время
Microsoft Word является наиболее популярным из используемых в данный момент текстовых процессоров, что сделало его бинарный формат документа стандартом де-факто, и многие конкурирующие программы имеют поддержку совместимости с данным форматом. Расширение «.doc» на платформе IBM PC стало синонимом двоичного формата Word 97—2000. Фильтры экспорта и импорта в данный формат присутствуют в большинстве текстовых процессоров. Формат документа разных версий Word меняется, различия бывают довольно тонкими. Форматирование, нормально выглядящее в последней версии, может не отображаться в старых версиях программы, однако есть ограниченная возможность сохранения документа с потерей части форматирования для открытия в старых версиях продукта. Последняя версия MS Word 2007 «использует по умолчанию» формат, основанный на XML, — Microsoft Office Open XML. Спецификации форматов файлов Word 97-2007 были опубликованы Microsoft в 2008 году. Ранее большая часть информации, нужной для работы с данным форматом, добывалась посредством обратного инжиниринга, поскольку основная её часть отсутствовала в открытом доступе или была доступна лишь ограниченному числу партнёров и контролирующих организаций.
Как и прочие приложения из Microsoft Office, Word может расширять свои возможности посредством использования встроенного макроязыка (сначала использовался WordBasic, с версии Word 97 применяется VBA — Visual Basic для приложений). Однако это предоставляет широкие возможности для написания встраиваемых в документы вирусов (так называемые «макровирусы»). Наиболее ярким примером была эпидемия червя Melissa. В связи с этим многие считают разумной рекомендацию всегда выставлять наивысший уровень настроек безопасности при использовании Word (Меню: «Tools>Macro>Security», «Сервис>Макрос>Безопасность…» в локализованных русских версиях). Также нелишним будет использовать антивирусное программное обеспечение. Первым вирусом, заражавшим документы Microsoft Word, был DMV, созданный в декабре 1994 года Дж. Мак-Намарой для демонстрации возможности создания макровирусов. Первым же вирусом, попавшим в «дикую природу» и вызвавшим первую в мире эпидемию макровирусов (это произошло в июле-августе 1995 года), был Concept.
12 августа 2009 года суд штата Техас запретил продажу программы Word на территории США в связи с тем, что Microsoft незаконно использует метод чтения XML-файлов, патент который принадлежит канадской компании i4i.

## История версий
Версии для MS-DOS:
- 1983, ноябрь Word 1
- 1985 Word 2
- 1986 Word 3
- 1987 Word 4, также известный как Microsoft Word 4.0 для PC
- 1989 Word 5
- 1991 Word 5.5
- 1993 Word 6.0, последняя версия для DOS

Версии для Apple OS X:
- 1985, январь Word 1 для Macintosh
- 1987 Word 3
- 1989 Word 4
- 1991 Word 5le
- 1993 Word 6
- 1998 Word 98
- 2000 Word 2001, последняя из версий, совместимых с Mac OS 9
- 2001 Word v.X, первая версия исключительно для Mac OS X
- 2004 Word 2004
- 2008 Word 2008
- 2011 Word 2011
- 2015 Word 2016

Версии для Apple iOS:
- 2014 Word for iPad

Версии для Microsoft Windows:
- ноябрь 1989 Word для Windows
- 1991 Word 2 для Windows
- 1993 Word 6 для Windows (номер «6» был введён для продолжения линейки номеров DOS-версий, единой нумерации с Mac-версиями и с WordPerfect, лидером рынка среди текстовых процессоров на тот момент)
- 1995 Word 95 (Word 7)
- 1997 Word 97 (Word 8)
- 1999 Word 2000 (Word 9)
- 2001 Word 2002 (Word 10)
- 2003 Word 2003 (также известный как Word 11, однако официально именуемый Microsoft Office Word 2003)
- 2007 Word 2007 (революционная смена интерфейса, поддержка формата OOXML — *.docx)
- 2010 Word 2010
- 2012 Word 2013
- 2015 Word 2016
- 2018 Word 2019
- 2021 Word 2021
- 2023 Word 2024

Версии для SCO UNIX:
- Microsoft Word для UNIX Systems, Release 5.1

Версии для Office Online:
- 2010 Word Online (официально первая веб-версия Word в Office Online (тогда Office Web Apps), не требующая установки программы на компьютер)
- 2012 Word Online (появилась функция совместного редактирования, улучшилась производительность и появилась поддержка тактильных сенсоров)
- 2013 Word Online (Microsoft анонсировала такие функции, как совместное редактирование в реальном времени и автосохранение в Word)
- 2014 Word Online (теперь, уже в Office Online, Microsoft решила сделать упор на связанность всех сервисов вместе, для комфортной и быстрой работы, позже появился групповой чат для совместного редактирования документов)

## Парольная защита документов MS Word
На документ Microsoft Word могут быть установлены 3 типа паролей:
- Пароль для открытия документа[7]
- Пароль для изменения документа[8]
- Пароль на внесение примечаний и исправлений (для версий 2003 и ниже). В новых версиях MS Word 2007/2010 этот тип пароля называется «Пароль для Ограничения форматирования и редактирования»[9]

Вне зависимости от версий MS Word, в которой был создан документ, «пароль разрешения записи» и «пароль на внесение примечаний и исправлений» можно удалить из документа мгновенно. Эти типы паролей служат не столь для защиты документа, как для обеспечения коллективной работы над документом. А основную защиту документа от несанкционированного доступа обеспечивает «пароль для открытия документа».
В документах ранних версиях MS Word (до MS Office 2003 включительно) пароль для открытия файла может быть без проблем взломан.
В последних версия MS Office 2007/2010 компания Microsoft использует стойкий алгоритм шифрования AES с 128-битным ключом. Формирование ключа происходит путём 50000—100000 кратного применения SHA-1 хеш-функции, что делает перебор паролей крайне медленным, и при использовании стойкого пароля шансы его подобрать близки к нулю.

## Критика
Чаще всего Microsoft Word подвергается критике за низкую безопасность, закрытый исходный код, отсутствие полноценной кроссплатформенности. Ранее Word критиковали также за закрытый формат файлов (открытая документация на бинарные форматы появилась только в начале 2008 года). Это побудило отдельные организации перейти к использованию других текстовых процессоров, таких как OpenOffice Writer, входящего в офисный пакет OpenOffice.org. Инструментов Microsoft Word недостаточно для создания качественного полиграфического продукта.